# Camellia corallina
Camellia corallina là một loài thực vật có hoa trong họ Theaceae. Loài này được (Gagnep.) Sealy mô tả khoa học đầu tiên năm 1958.